# Wini Büromöbel
Die WINI Büromöbel Georg Schmidt GmbH & Co. KG ist ein deutscher Hersteller von Büromöbeln. Das 1908 in Duingen gegründete Unternehmen befindet sich heute in vierter Generation in Familienbesitz und hat seinen Sitz in Marienau im Landkreis Hameln-Pyrmont (Niedersachsen). Der Name WINI leitet sich von den Initialen des Gründers Wilhelm Niemeier ab.

## Geschichte
1908 gründete Wilhelm Niemeier im Alter von 27 Jahren eine Drechslerei im niedersächsischen Duingen. Nachdem der gelernte Drechsler als Soldat aus dem Ersten Weltkrieg zurückgekehrt war, baute Niemeier den Betrieb kontinuierlich zu einer Holzwarenfabrik aus. Im Nachkriegsdeutschland profitierte das Unternehmen vom Wiederaufbau und entwickelte sich dabei zu einem führenden deutschen Hersteller von Schul- und Büromöbeln. Mit Zweigwerken in Drakenburg, Braunschweig und Marienau – dem heutigen Hauptsitz – erweiterte Niemeier in der Folgezeit die WINI-Gruppe. Deren Belegschaft zählte etwa vier Jahrzehnte nach Gründung mehr als 1600 Mitarbeiter.
1953 meldete das Zweigwerk in Marienau Konkurs an. Die Betriebsstätte ersteigerte Georg Schmidt, der nach dem Zweiten Weltkrieg bei WINI in Duingen als Betriebsleiter in der Fertigung arbeitete. Mit seiner Frau Minna, Adoptivtochter von Lina und Wilhelm Niemeier, gründete er 1956 die „ITH-Möbelfabrik“. Sie produzierte neben Turn- und Wohnmöbel zunächst auch Einbauküchen und Deckenabhängungen für den Fertighausbauer OKAL. Ab 1960 nimmt der Unternehmer auch wieder die Produktion von Schul- und Büromöbeln auf. Als die Duinger WINI-Gruppe 1967 vor dem Ruin stand, kaufte Schmidt die Markenrechte an „WINI“ und formte aus den verbliebenen Standorten Drakenburg und Marienau das Unternehmen in seiner heutigen Form. Seit 1985 liegt die Geschäftsführung mit Carolina Schmidt-Karsch – Tochter von Minna und Georg Schmidt – und ihrem Mann Hans F. Karsch in Hand der dritten Familiengeneration. 

## Produkte
Das Unternehmen produziert Tischsysteme, Empfangsmöbel und Konferenzmodule, elektromotorisch verstellbare Steh-/Sitz-Tische, mobile Klapptische sowie modulare Schrank- und Regalsystem.

## Ausgewählte Auszeichnungen und Zertifikate
- red dot award: product design für das Tischsystem WINEA PRO (2010)[5]